# کر سکیوریتی تکنالوجیز
کُر سکیوریتی تکنالوجیز (به انگلیسی: Core Security Technologies) شرکتی است که در زمینه رایانه و امنیت شبکه فعالیت می‌کند و خدمات و محصولاتی نظیر نرم‌افزارهای اندازه‌گیری میزان نفوذپذیری شبکه، مدیریت آسیب‌پذیری و مشاوره در مورد راه‌حل‌های امنیتی پیشگیرانه ارائه می‌کند. زیرمجموعه پژوهشی این شرکت، CoreLabs، خدماتی مانند شناسایی آسیب‌پذیری‌ها و مشکلات امنیتی جدید، راهنمایی و مشاوره در مورد آسیب‌پذیری‌های امنیتی عمومی، همکاری با شرکت‌ها در جهت غلبه بر مشکلاتی که با آن‌‌ها روبرو می‌شوند، را ارائه می‌کند. Core Security در سال ۱۹۹۶ در بوینس آیرس آرژانتین بنیان نهاده شد. در سال ۱۹۹۷ هم گروه تحقیقاتی CoreLabs بنیان نهاده شد.